# Brittany Murphy
Brittany Murphy, ameriška igralka in glasbenica, * 10. november 1977, † 20. december 2009.

## Biografija

### Zgodnje življenje
Brittany Murphy (rojena Brittany Bertolotti) je bila rojena 10. novembra 1977 v Atlanti, Georgia, Združene države Amerike mami Sharon Murphy, Irki, in očetu Angelu Bertolottiju, Italo-američanu. Starša sta se razvezala kmalu po njenem rojstvu in Brittany je prevzela mamin dekliški priimek. Vzgojena je bila v Edisonu, New Jersey in Burbanku, Kalifornija. Vzgajala jo je izključno njena mama: z očetom je imela od ločitve bolj malo stikov.
Njena mama, Sharon je zbolela za rakom na dojki, ko je imela Brittany petnajst let. Preživela je po dveh operacijah.

### Igranje
Njeno prvo delo v Hollywoodu je bilo igranje Brende v seriji Drexell's Class, ko je bila stara 13 let. Potem je igrala v serijah, kot so The Torkelsons, Almost Home in Fraiser. V tretji sezoni serije Boy Meets World je igrala Topangino najboljšo prijateljico, Trini.
Njena filmska kariera se je začela leta 1995 v filmu Clueless, kjer je igrala Tay Fraiser.
Naslednje leto je igrala v filmu Freeway.
Leta 1997 je igrala v filmih Drive, Bongwater in King of the Hill, leta 1998 pa v Phoenix, David and Lisa, The Prophecy II in Falling Sky.
Leta 1999 je igrala v filmih Nore in svobodne, Drop Dead Gorgeous in The Devil's Arithmetic.
Leta 2000 pa se je pojavila v Cherry Falls, Common Ground in Trixie.
Leta 2001 se je pokazala v Sidewalks of New York, Niti besede, Fantje mojega življenja in Summer Catch.
Leta 2002 jo lahko vidimo v filmu 8 milj.
Leta 2003 se pojavi v filmih Dekleta iz visoke družbe, kjer igra Molly Gunn, Zadet in Pravkar poročena. Ima tudi glasovno vlogo v animiranem filmu Good Boy!.
Leta 2004 se pojavi v Little Black Book, leto pozneje pa v filmih Mesto greha in Neverwas.
Leta 2006 igra v Love and Other Disasters, The Groomsmen in The Dead Girl, glas pa posodi Glorii v animiranem filmu Vesele nogice.
Leta 2008 se po kratkem predahu spet pojavi na filmskih platnih in sicer v filmu The Ramen Girl, glas pa posodi Colleen v Futurama: The Beast with a Billion Backs.
Letos je zaigrala v filmih Across the Hall in Deadline, snema filma The Expendables in Mesto greha 2, ki k nam prideta naslednje leto, leta 2011 pa jo bomo lahko videli v filmu The Revenant Cell.

### Glasba
Spomladi leta 2006 je Brittany Murphy posnela pesem »Faster Kill Pussycat«, ki jo je zapel Paul Oakenfold v albumu »A Lively Mind«. Potem je za animirani film Vesele nogice (v katerih je igrala tudi sama) napisala pesmi »Somebody to Love« in »Boogie Wonderland«.

### Osebno življenje
Na maturantskem plesu je Brittany Murphy hodila z igralcem Jonathanom Brandisom. Pozneje je prijateljevala z Ashtonom Kutcherjem, kolegom iz filma Pravkar poročena. Kasneje se je zaročila z menedžerjem Jeffom Kwatinetzom, decembra 2005 pa z Joem Macalusom, producentom filma Little Black Book, v katerem je igrala leto prej. Maja 2007 sta imela z scenaristom Simonom Monjackom majhno privatno judovsko poroko.
V noči na 21. decembra 2009 je umrla zaradi zastoja srca pri 32 letih starosti. Pod prho jo je našla njena mama, Sharon.

## Diskografija
- Brittany Murphy Debut Album (2009)

## Filmografija
| Leto | Film                                     | Vloga                 |
| ---- | ---------------------------------------- | --------------------- |
| 1995 | Clueless                                 | Tai Fraiser           |
| 1996 | Freeway                                  | Rhonda                |
| 1997 | Drive                                    | Deliverance Bodine    |
| 1997 | Bongwater                                | Mary                  |
| 1997 | King of the Hill                         | Luanne Platter        |
| 1998 | Phoenix                                  | Veronica              |
| 1998 | David and Lisa                           | Lisa Brandt           |
| 1998 | The Prophecy II                          | Izzy                  |
| 1998 | Falling Sky                              | Emily Nicholson       |
| 1999 | Nore in svobodne                         | Daisy Randone         |
| 1999 | Drop Dead Gorgeous                       | Lisa Swensen          |
| 1999 | The Devil's Arithmetic                   | Rivka                 |
| 2000 | Cherry Falls                             | Jody Marken           |
| 2000 | Common Ground                            | Dorothy Nelson        |
| 2000 | Trixie                                   | Ruby Pearli           |
| 2001 | Sidewalks of New York                    | Ashley                |
| 2001 | Niti besede                              | Elisabeth Burrows     |
| 2001 | Fantje mojega življenja                  | Fay Forrester         |
| 2001 | Summer Catch                             | Dede Mulligan         |
| 2002 | 8 milj                                   | Alex Latourno         |
| 2003 | Dekleta iz visoke družbe                 | Molly Gunn            |
| 2003 | Zadet                                    | Nikki                 |
| 2003 | Pravkar poročena                         | Sarah McNerney        |
| 2003 | Good Boy!                                | Nelly (glas)          |
| 2004 | Mala črna knjižica                       | Stacy Holt            |
| 2005 | Mesto greha                              | Shellie               |
| 2005 | Neverwas                                 | Maggie Blake          |
| 2006 | Love and Other Disasters                 | Emily 'Jacks' Jackson |
| 2006 | Vesele nogice                            | Gloria                |
| 2006 | The Groomsmen                            | Sue                   |
| 2006 | The Dead Girl                            | Krista Kutcher        |
| 2008 | The Ramen Girl                           | Abby                  |
| 2008 | Futurama: The Beast with a Billion Backs | Colleen (glas)        |
| 2009 | Across the Hall                          | June                  |
| 2009 | Deadline                                 | Alice                 |
| 2009 | Abandoned                                | Mary                  |